# Rudi Schmitt (Politiker)
Rudi Schmitt (* 8. Januar 1928 in Frankfurt am Main) ist ein deutscher Politiker der SPD. 
Von 1946 bis 1954 war er als Lehrer in Frankfurt am Main tätig. 
1954 wurde er erstmals in den Hessischen Landtag gewählt und war in dieser Legislaturperiode dessen jüngstes Mitglied. Bei den folgenden Wahlen (1958, 1962 und 1966) zog er erneut ins Parlament ein. Von 1960 bis 1968 als Stadtrat in Wiesbaden als Schul- und Sportdezernent, seit 1966 auch als Kulturdezernent tätig, gab er diese Ämter auf, als er am 1. Februar 1968 zum Oberbürgermeister von Wiesbaden gewählt wurde, und legte auch sein Landtagsmandat nieder. Das Amt des Oberbürgermeisters hatte er bis zum 5. März 1980 inne. Anschließend war er von November 1980 bis Februar 1987 für zwei Wahlperioden Mitglied des Deutschen Bundestages, davon von 1980 bis 1983 als direkt gewählter Abgeordneter im Wahlkreis Wiesbaden.

## Ehrungen und Auszeichnungen
- 1987: Großes Verdienstkreuz der Bundesrepublik Deutschland
- 1995: Verleihung der Ehrenbürgerschaft der Stadt Wiesbaden[1]
- Ehrenplakette der Landeshauptstadt Wiesbaden[1]